# 마산로봇랜드
마산로봇랜드는 경상남도 창원시 마산합포구 구산면 구복리 일원(구산 해양관광단지 內)에 조성된 로봇산업과 테마파크가 결합된 복합문화공간으로 2019년 9월 7일에 개장되었다.

## 조성계획
마산로봇랜드는 '지능형 로봇개발 및 보급촉진법' 제 30조 1항에 의한 로봇랜드 조성을 위한 기본계획에 의해 조성되었으며 여기에는 로봇랜드 위치와 면적, 로봇랜드 사업시행자, 로봇랜드 조성기간과 방법, 토지 이용계획 및 부지 확보방안, 로봇랜드 주요시설 배치계획 등을 담고 있다.
- 로봇랜드의 면적은 1,259,890제곱미터이다.
- 사업책임자는 경상남도지사이며, 사업기간은 2009년부터 2013년까지 총 5년간 총 사업비 7,000억원이 투입되었다.
- 로봇랜드 안에는 로봇R&D센터, 컨벤션센터, 로봇전시시설, 테마파크, 숙박시설 등을 설치할 계획이다.

테마파크의 첫 운영자로는 서울랜드가 선정되었다. 이후 자회사를 설립해 운영하다가 포기하여, 서울어린이대공원 놀이기구를 위탁운영했다가 포기했던 기업인 로봇파크 주식회사가 운영권을 따냈다.

## 같이 보기
- 서울랜드